# Psalm 89
Psalm 89 – jeden z utworów zgromadzonych w biblijnej Księdze Psalmów. Nagłówek psalmu utożsamia jego autora z niejakim Etanem Ezrachitą. W numeracji Septuaginty psalm ten nosi numer 88.

## Teologia Psalmu
Jest to ostatni utwór trzeciej księgi psalmów. Podobnie jak Psalm 72, porusza temat sukcesji potomków Dawida. Psalm składa się z różnych części (hymn, wyrocznia i lamentacja); są one ze sobą starannie powiązane. Utwór przesiąknięty jest myślą o przymierzu Boga i króla z dynastii Dawida. Na początku utworu przypomniana zostaje obietnica dana przez Najwyższego Dawidowi (89,4). Przymierze jest trwałe i niezmienne, opierające się na zbawczej mocy Boga (89, 6–14). Te wszystkie rzeczy wywołują ufność we wspólnocie (89, 15–19). W dalszej części utworu rozwijana zostaje treść wyroczni (89, 20–38), dotyka ona problemu przymierza między Bogiem a Dawidem i jego rodem. Pod koniec psalmu ukazane zostają okoliczności powstania utworu. Z treści wynika (89, 39–52), że królestwo Judy jest zagrożone, a miasta są burzone przez wroga. Ostatnie wersety kończą się skargą i pewnością wysłuchania błagań. Problem przymierza wydaje się być dla psalmisty niezrozumiały. Nie potrafi odnaleźć połączenia między obietnicą daną Izraelowi a niewolą babilońską. Od czasów przesiedlenia ten psalm zaczął być odczytywany w kontekście mesjanistycznym. Kościół starożytny, przekonany o jego proroczym charakterze, zaczął odnosić go bezpośrednio do Jezusa.

## Symbolika
- Ujarzmiasz pyszne morze, poskramiasz jego wzdęte bałwany (89, 10) – w kulturze Bliskiego Wschodu morze symbolizowało chaos[4].
- Rahab (89,11) – potwór morski unicestwiony przez Boga. W kulturze bliskowschodniej bóstwa wielokrotnie walczyły z morskimi bestiami[4].
- Namaściłeś go świętym olejkiem (89,21) – namaszczenie króla było powszechną praktyką w niektórych częściach bliskiego wschodu[4].
- W utworze czterokrotnie pojawia się niejasne słowo sela, którego znaczenie nie jest dokładnie znane[5].